# Nestor de Almeida
Nestor de Almeida (Santos, 23 de fevereiro de 1907 - São Paulo, 3 de agosto de 1992) foi um futebolista brasileiro que atuava como goleiro.
Foi o primeiro goleiro da história do São Paulo Futebol Clube.

## Carreira
Foi revelado pelo São Bento da Capital e logo foi levado ao Paulistano, a tempo de participar da pioneira viagem à Europa em 1925, onde fez seus cinco primeiros jogos pelo time. Atuou no clube entre os anos de 1925 e 1929, onde foi campeão paulista em 1926, 1927 e 1929.
Chegou ao São Paulo com 23 anos, no primeiro jogo oficial da história do clube, um empate sem gols contra o Ypiranga, no dia 16 de março de 1930, no campo da Floresta, pelo Campeonato Paulista. O primeiro gol sofrido por Nestor aconteceu em seu segundo jogo pelo clube, a goleada aplicada por 6x1 sobre o Juventus.
Além de ter sido o primeiro goleiro, Nestor foi também o primeiro sócio-atleta do São Paulo.
Nestor esteve na primeira lista de convocados para a Copa do Mundo de 1930, mas por causa da briga entre os presidentes da CBD e da APEA ele não pode ir ao Uruguai.
Participou do início da campanha de conquista do primeiro título oficial da história do São Paulo, o Campeonato Paulista de 1931, atuando em 3 jogos e sofrendo 3 gols. Sua despedida ocorreu pouco depois de completar um ano no clube, em 1º de maio de 1931, onde se contundiu gravemente durante uma partida do São Paulo contra o Palestra Itália e teve que abandonar definitivamente os gramados com apenas 24 anos. Defendeu as cores do clube em 35 jogos e acumulou 21 vitórias e 11 empates, sofrendo apenas três derrotas.
Nestor faleceu aos 85 anos no dia 3 de agosto de 1992, na capital paulista.

### Títulos
Paulistano
- Campeonato Paulista: 1926, 1927 e 1929

São Paulo
- Campeonato Paulista: 1931[8]